# Peterskirche (Engstlatt)

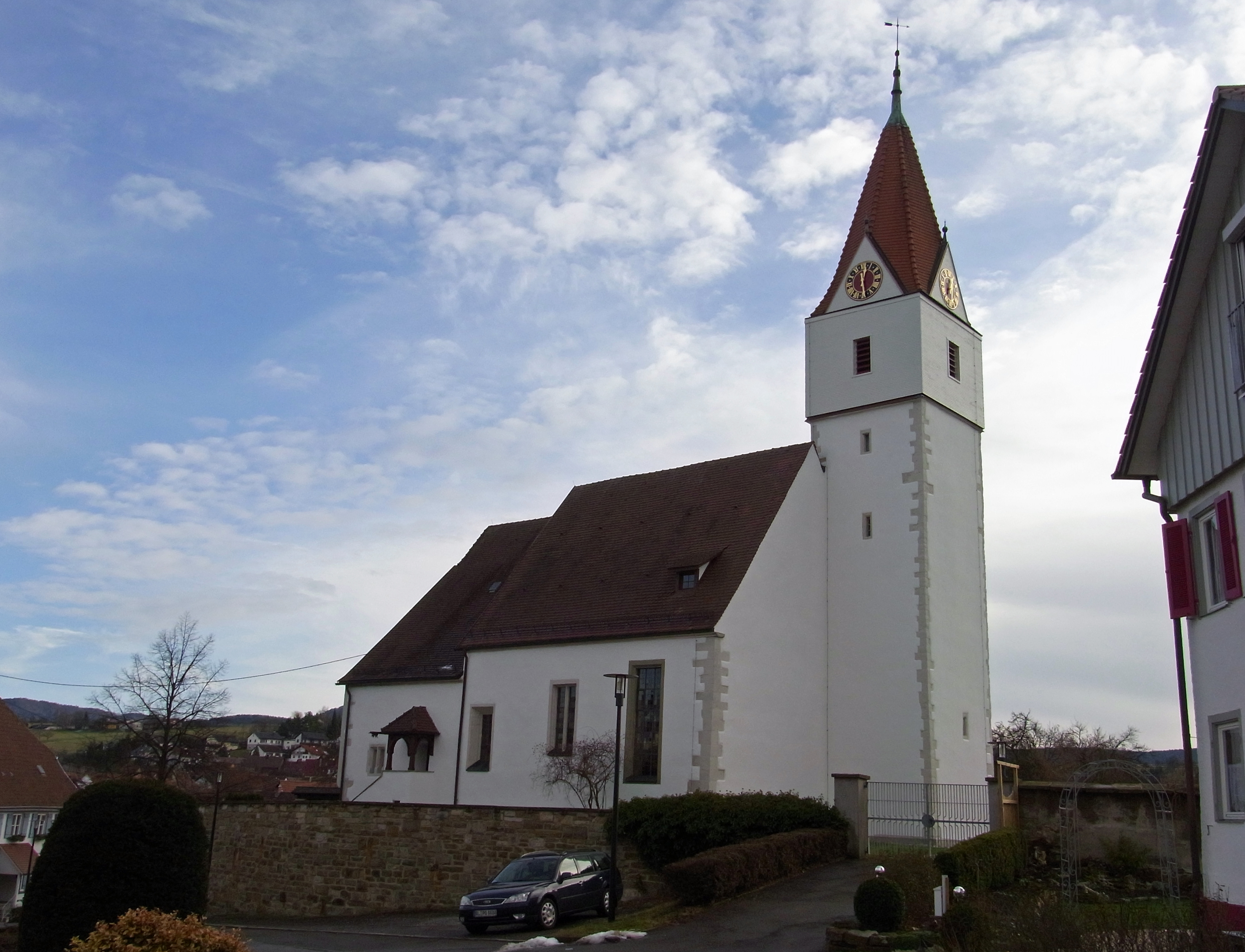
Peterskirche

Die evangelische St.-Peters-Kirche in Engstlatt, einem Stadtteil von Balingen im baden-württembergischen Zollernalbkreis, steht auf einem Hügel über dem Ort. Von der nahe gelegenen Bundesstraße 27 fällt der 36 Meter hohe Turm der 1471 erbauten, spätgotischen Kirche schon von weitem ins Auge. Das Glockengeschoss ist aus Fachwerk gezimmert und verkleidet.

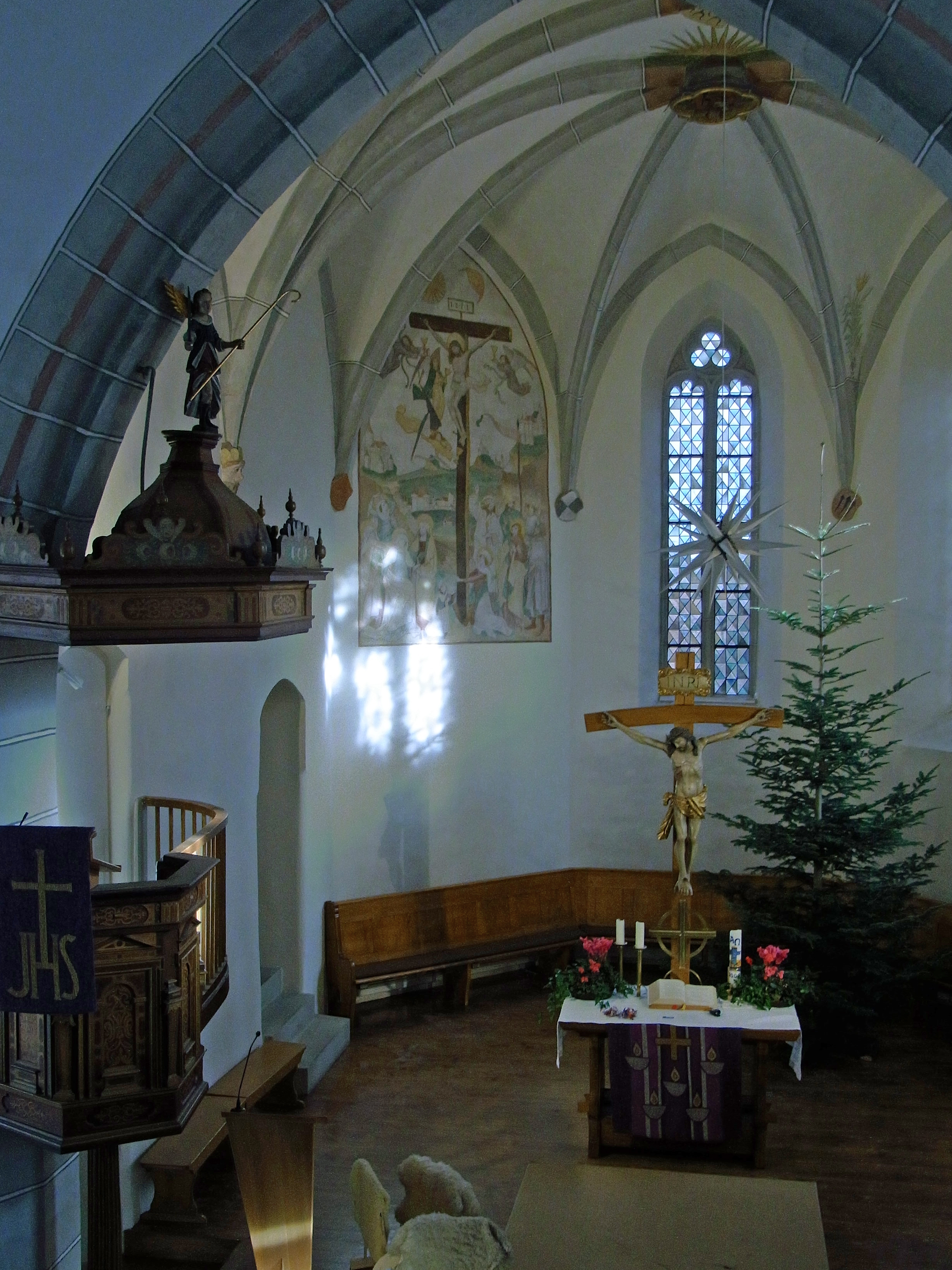
Blick in den Chor

Der Chor ist nach einem der Gewölbeabschlusssteine auf das Jahr 1471 datiert. Er liegt nicht axial zum Kirchenschiff und ist höher als dieses. Unter der Kanzel führt eine schwere, eisenbeschlagene Tür in einen kleinen Raum, in dem noch ein Teil der vermutlich bereits im 11. Jahrhundert entstanden Kirche erhalten ist: Eine frühere Altarstufe, sowie ein Ausflussbecken in Form eines Kelches. Dieser Raum diente bis zu einer Renovierung im Jahr 1912 als Sakristei und wurde später als Kohlekeller gebraucht und erst 1996 wieder renoviert – und findet heute für Andachten oder die Kinderkirche Verwendung.
Im Jahr 1893 wurde an der Nordwand des Chors ein Fresko aus der Erbauungszeit der heutigen Kirche entdeckt. Es zeigt eine Kreuzigungsszene, die der johanneischen Passion nachempfunden ist. Es zeigt Ähnlichkeiten zu Grafiken Martin Schongauers und Michael Wolgemut. Die bergige Landschaft mit Stadt und Burgen wurde als realistische Darstellung der Stadt Balingen und der Burgen Hohenzollern und Schalksburg gedeutet. Der Stifter, Johannes Mästlin (1440–1480) ist unter dem Kreuz dargestellt. Das Bild ist das qualitativ herausragendste Gemälde der Gotik im Zollernalbkreis.
Beachtenswert ist auch die Holzfelderdecke mit barockem Marmor- und florealem Muster, sowie einem Auferstehungsbild, sowie der spätbarocke Orgelprospekt auf eine L-förmigen Empore. Das Altarkreuz stammt aus dem 17. Jahrhundert.